# Bsida
Bseideh (tiếng Ả Rập: بسيدة') là một ngôi làng Syria nằm ở Maarrat al-Nu'man Nahiyah ở huyện Maarrat al-Nu'man, Idlib. Theo Cục Thống kê Trung ương Syria (CBS), Bsida có dân số 1187 trong cuộc điều tra dân số năm 2004.